# Hoplacephala hafezi
Hoplacephala hafezi är en tvåvingeart som beskrevs av Boris Borisovitsch Rohdendorf 1975. Hoplacephala hafezi ingår i släktet Hoplacephala och familjen köttflugor.
Artens utbredningsområde är Egypten. Inga underarter finns listade i Catalogue of Life.